# 基哥利·雲達韋爾
基哥利·雲達韋爾（Gregory van der Wiel，1988年2月3日—）出生於阿姆斯特丹，前荷蘭足球運動員。

## 生平

### 球會
雲達韋爾於2007年3月11日首次在其職業生涯中上陣，球隊作客4:1大勝川迪。他在該季還另外出賽3場。2007/08球季，阿積士1:0小勝告魯夫帶領的PSV燕豪芬，獲得其職業生涯首個錦標。
在2008-09賽季，雲達韋爾已成為當時領隊雲巴士頓的正選球員。雲達韋爾的首個入球是在2009年3月1日以0-2戰勝作客擊敗烏德勒支的賽事。
在2010年世界盃成名,帶領球隊殺入四強。2010年世界盃後,他一度和曼市双雄扯上關係。
2012年，雲達韋爾加入法甲球會巴黎圣日耳曼，轉會費600萬歐元。
2016年夏天，雲達韋爾在巴黎圣日耳曼的合約到期後，以自由身加入土耳其的費倫巴治。一季後雲達韋爾轉投意甲球隊卡利亚里，半年後再轉投美职球會多倫多FC。

### 國家隊
雲達韋爾首次為荷蘭國家隊上陣是2009年2月11日，友賽突尼西亞的賽事中後備入替希丁加。他首次正選上陣是2009年3月28日，2010年世界杯外圍賽以3-0戰勝蘇格蘭。

## 榮譽
阿積士
- 荷甲冠軍：2010－11年，2011－12年；
- 荷蘭盃冠軍：2007年，2010年；
- 告魯夫盾冠軍：2007年；

個人
- 荷蘭年度最佳青年球員：2009/10年；
- 阿積士年度最佳青年球員：2008/09年；

荷蘭國家隊
- 世界盃亞軍：2010年；

## 外部連結
- Voetbal International website and 2007/2008 presentation magazine* （页面存档备份，存于）